# Ludas (Magyarország)
Ludas község Heves vármegyében, a Gyöngyösi járásban.

## Fekvése
A vármegye középső-déli részén helyezkedik el, Gyöngyös és Kápolna között. Közigazgatási területe 10,79 km2, vagyis 1079 hektár.
A közvetlen szomszédos települések: észak felől Detk, kelet felől Nagyút, dél felől Nagyfüged, nyugat felől Karácsond, északnyugat felől pedig Halmajugra.

### Megközelítése
Legfontosabb közúti megközelítési útvonala a 3-as főút, mely a belterületének északi széle közelében halad el. Az ország távolabbi részei felől az M3-as autópályán közelíthető meg a legegyszerűbben, annak a nagyfügedi lehajtójánál letérve. Központján csak a 3206-os út vezet keresztül, mely a 3-as főúttól Nagyfüged központjáig vezet. Határszélét északon érinti még a 2418-as út is.
A hazai vasútvonalak közül a Budapest–Sátoraljaújhely-vasútvonal érinti, melynek egy megállási pontja van itt; Ludas vasútállomás a belterület déli szélén helyezkedik el, közúti elérését a 3206-os útból kiágazó 32 305-ös számú mellékút teszi lehetővé.

## Története
A település határában fekvő Varjú-dűlőn a régészek neolit, késő bronzkori, szkíta települések nyomait, preszkíta és kelta eredetű temetők maradványait tárták fel 1998-ban és 2001-2002 közt.
1960-ban 1200 lakosa volt, napjainkban 850 fős a lakossága.
Ludas nevének első írásos említésekor (1464-ben) az Aba nemzetségből származott nánai Kompolti család volt a birtokosa a falunak, amely nem kerülhette el az ország nagy részén ekkor már uralomra törő törököket. Buda megszállása után, 1544-ben a hatvani vár elfoglalásával kezdték uralmukat kiterjeszteni Heves vármegye területére a törökök. A Hatvanban berendezkedő Mohamed pasa fegyveres ereje még 1544-ben sorra hódoltatta; vagyis adófizetésre kényszerítette a Hatvantól északra, a Zagyva mentén fekvő falvak népét, 1546-ban pedig Tarnaleleszig végigpusztította a vármegyének a mátrai és bükk-vidéki településeit. Így 1544 és 1549 között Heves vármegye egész területe – Eger várát leszámítva – török hódoltsággá lett.
Ludas 1549-ben pusztult el a törökök által, s 1556-ig néptelen is maradt. Egyes források szerint ekkor (1549-1552) Országh Kristófnak a tulajdona volt, de az 1549-es, 1552-es, 1554-es és az 1556-os években készült adóösszeírások is mind néptelen, puszta falunak tüntetik fel, mindössze az 1578-as évről tudni biztosan, hogy ekkor hét zsellércsalád lakta Ludast.
A falu 1600 és 1630 között a Széky családé volt, róluk kicsit bővebben kell írni: Széky Pál 1589-ben az egri várban hadnagy volt, s 4 lovassal vett részt Eger vára védelmében, 1591-ben pedig Külső-Szolnok vármegye alispáni székében ült. Nagy vagyongyűjtő volt, az úgynevezett adományos javakon és Bátor, Kereszttúr, Tiszaszőlős, Igar, Ders, Tarnaméra, Nyék és Lökösháza falvakon kívül övé volt Ludas is. Széky Pál 1600 körül halt meg, és csak egy fia volt, de az özvegy (Derzsy Ilona) a lányainak kedvezve azt is ki akarta tagadni az örökségből, ám ez nem sikerült. Így hát Széky Ferencz lett Ludas birtokosa. Valószínűleg azonban rászolgált anyja haragjára, mert aztán egész életében egyebet sem tett, mint zálogosította, kölcsönökkel terhelte birtokait, amit aztán gyermekei örököltek: 1630-ban még Ferencz fiai Ludasnak a birtokosai. (A Széky család ősi címerét teljes bizonyossággal nem lehet meghatározni, a XVIII. századtól kezdődőleg használt pecsétek a következő címert tüntetik fel: vörösben a pajzs jobb oldalán levő jobbharám kék gerenda felé fordult kardos oroszlán. Sisakdísz: kinövő oroszlán karddal. )
Az 1600-as években majorsági alkalmazottak és zsellérek lakták Ludast, ennek folytán az 1645-ös, az 1647-es és az 1675-ös adóösszeírások majorsági, illetve úgynevezett kuriális falunak tüntetik fel. Kurialisták – egytelkes nemesek – már a 16. század közepén voltak Heves vármegyében, az 1552. évi kapuadó lajstrom a Tiszán inneni megyerészen 40 kúriát sorol fel. Ezek tulajdonosait a kisnemesi birtok felaprózódása kényszerítette arra, hogy a jobbágyot telkéből kibecsültetve, maguk vagy gyermekeik üljenek bele, miután erre Werbőczi Hármaskönyve lehetőséget adott. Ezen kívül, mivel ebben az időben sok falu egészen pusztává vált, az elpusztult helyre, tehát más földesúr alá történő átköltözést nemcsak a magyar törvények, hanem a török hatóságok is tiltották, így a zsellérek soraiból került ki a hódoltság költöző, hullámzó emberanyaga, az újtelepes. Ezek az új lakóhelyen is zsellérek maradtak, ilyen jogcímen mentesültek az állami adóteher alól, csupán a vármegye számára fizették egy összegben a megyei taksát, falvanként 2-9 forintot. Fő foglalkozásuk nem a földművelés, hanem inkább a szomszédos falvakban végzendő nyári idénymunka, meg a pásztorkodás volt. Sertést, birkát, kecskét tartottak, erdei makkoltatásra a Mátrába a községektől csordákat vállaltak. Házuk és kis „háztáji" földjük nemesi, kuriális területnek, az egész falu pedig kuriális falunak – pagus curialis – minősült.
Kuriális falu volt tehát Ludas, amely azonban nem sokáig virágozhatott, ugyanis 1683-ban, a Buda visszafoglalása kapcsán átvonuló török hadak elpusztították. 1696-ban a falu birtokosai, a Patay, Laczkovics és Okolicsányi család az akkor még mindig néptelen Ludason levő birtokrészeiket elzálogosították, de miután a fegyverjogváltságot nem fizették ki, a tulajdonjog a kincstár által eladományozhatóvá vált. Az utóbbi két tulajdonosról egyébként azt kell tudni, hogy az Okolicsányiak a felvidéki vármegyékben elterjedt ősrégi liptómegyei család, míg a Laczkovicsok pestmegyei nemesi család volt.
LUDAS A RÁKÓCZI-SZABADSÁGHARC IDEJE KÖRÜL
1687 végén Eger vára és a vármegye egész területe felszabadult a török iga alól, nyomban megkezdődött a falvak újranépesülése. 1687-ben még csak 2 falu adózott az államnak, 1689-ben 37, 1692-ben 64, 1697-ben pedig már 75. Ludas csak ez után, 1701-ben népesült be újból, ekkor három család telepedett itt meg. Az újranépesülés folyamatát azonban 1703 és 1711 között, a Rákóczi-szabadságharc idején az egész vármegyében a labanc, illetve rác-pusztítások akasztották meg. A labancok zsoldjában álló Szeged környéki rácok 1705–1706-ban rabló és harácsoló bandáikkal végigpusztították a Tisza mellékét és a Heves körül fekvő falvakat. Rabutin labanc generális pedig 1706-ban Gyöngyös és Karácsond környékét dúlta fel, ekkor, „Rabutin járásakor" pusztult el ismét Ludas is. A Rákóczi-szabadságharcot követően 1712-1715 között újból betelepült a faluba hét kuriális jobbágy, ettől kezdve a lakosság életfolyamata állandóvá vált.
1725-ben három földesura volt a falunak: Okolicsányi Mátyás, Patay Kristóf és özv. Michalekné. A határ fele a három földesúr majorságához tartozott, ezek azt egymás közt egyenlően felosztva, 6 állatgondozó cseléddel és 13 konvenciós cselédnek minősíthető jobbággyal műveltették meg. A határ másik felét a kuriális jobbágyok osztották meg egymás közt, kétnyomásos, évenkénti újraosztásos földközösségben.

## Közélete

### Polgármesterei
| Polgármester | Polgármester            | Polgármester |  |
| ------------ | ----------------------- | ------------ |  |
| 1990–1994    | Ivony Attila            | SZDSZ        |  |
| 1994–1998    | Ivony Attila            | független    |  |
| 1998–2002    | Somlai György           | SZDSZ        |  |
| 2002–2006    | Somlai György           | SZDSZ        |  |
| 2006–2010    | Öllei Mihályné          | független    |  |
| 2010–2014    | Somlai György           | független    |  |
| 2014–2019    | Vargáné Csengeri Mónika | független    |  |
| 2019–2024    | Vargáné Csengeri Mónika | Fidesz-KDNP  |  |
| 2024–        | Szalai Éva              | független    |  |

## Népesség
A település népességének változása:
| Lakosok száma | 784  | 783  | 736  | 742  | 703  | 694  | 682  |
|               | 2013 | 2014 | 2015 | 2021 | 2022 | 2023 | 2024 |

2001-ben a település lakosságának 95%-a magyar, 5%-a cigány nemzetiségűnek vallotta magát.
A 2011-es népszámlálás során a lakosok 86,9%-a magyarnak, 5,8% cigánynak, 0,6% németnek, 0,3% ukránnak mondta magát (12,3% nem nyilatkozott; a kettős identitások miatt a végösszeg nagyobb lehet 100%-nál). A vallási megoszlás a következő volt: római katolikus 49,5%, református 3,8%, evangélikus 0,4%, görögkatolikus 0,6%, felekezeten kívüli 15,7% (28,1% nem nyilatkozott).
2022-ben a lakosság 84,6%-a vallotta magát magyarnak, 1,6% cigánynak, 0,3% németnek, 0,3% románnak, 0,1-0,1% ukránnak, szlováknak, örménynek és lengyelnek, 4,6% egyéb, nem hazai nemzetiségűnek (15,4% nem nyilatkozott; a kettős identitások miatt a végösszeg nagyobb lehet 100%-nál). Vallásuk szerint 28,3% volt római katolikus, 4,6% református, 1,4% görög katolikus, 0,6% evangélikus, 0,1% ortodox, 1,1% egyéb keresztény, 0,6% egyéb katolikus, 15,8% felekezeten kívüli (47,5% nem válaszolt).

## Nevezetességei
- Római katolikus templom (1794)
- Nepomuki Szent János szobor (1781, a templom mellett)
- Taródy-kastély (copf, 1780 körül)

## Híres emberek
- Itt született Porzsolt Kálmán író, újságíró, színigazgató (1860. november 10. – Budapest, 1940. április 8.).